# St. Laurentius (Röckingen)

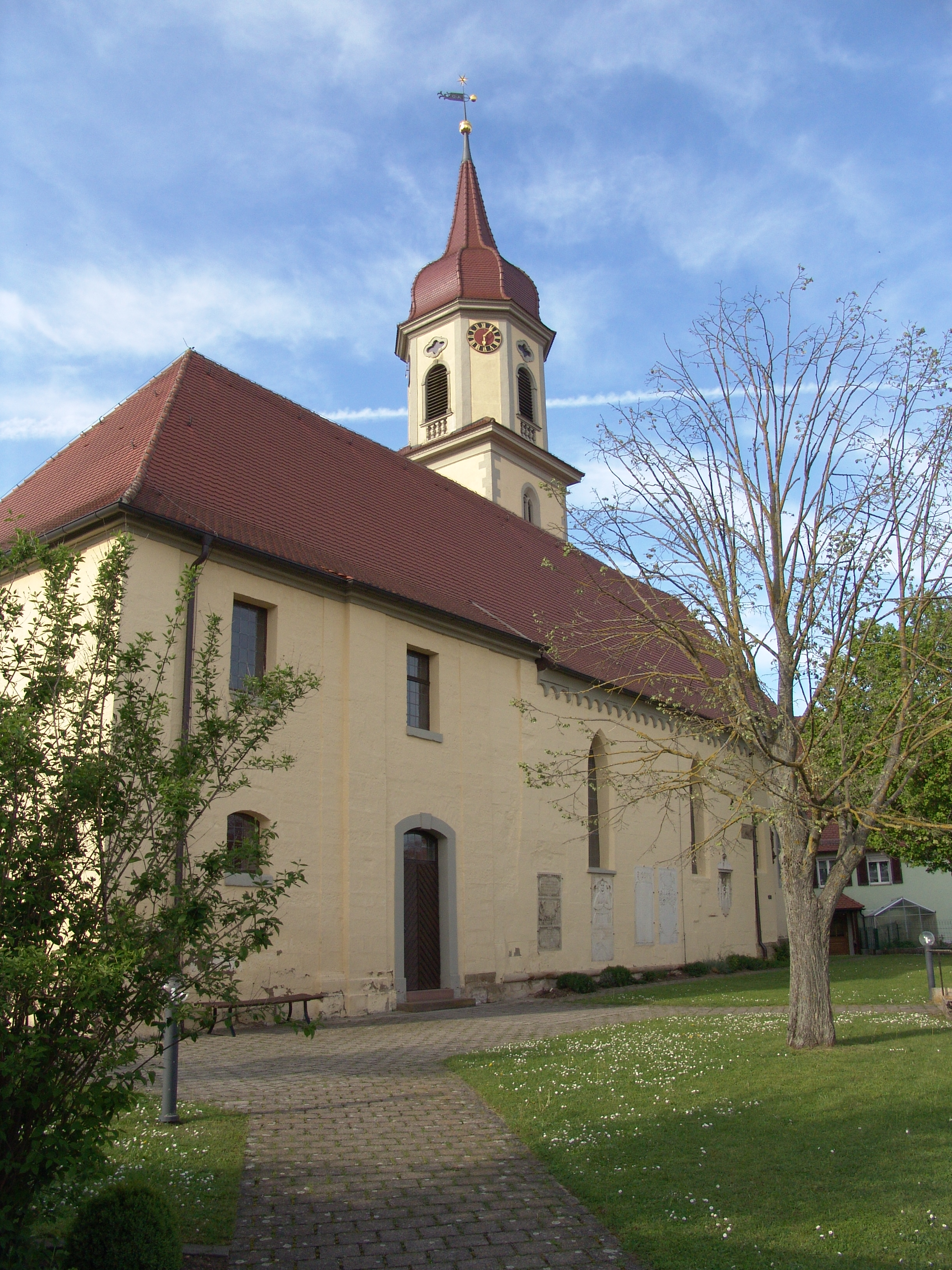
St. Laurentius (Röckingen)

Die denkmalgeschützte, evangelisch-lutherische Pfarrkirche St. Laurentius steht in Röckingen, einer Gemeinde im Landkreis Ansbach (Mittelfranken, Bayern). Die Kirche ist unter der Denkmalnummer D-5-71-192-1 als Baudenkmal in der Bayerischen Denkmalliste eingetragen. Die Pfarrei gehört zum Dekanat Wassertrüdingen im Kirchenkreis Ansbach-Würzburg der Evangelisch-Lutherischen Kirche in Bayern.

## Beschreibung
Das Langhaus der Saalkirche stammt im Kern aus dem 11. Jahrhundert. Es wurde 1740–55 nach Westen durch einen breiteren Anbau verlängert. Der im Osten an das Langhaus angebaute, eingezogene, dreiseitig geschlossene Chor und der an seiner Nordwand angefügte Chorflankenturm wurden im späten 15. Jahrhundert errichtet. Der Chorflankenturm wurde 1712 um ein achteckiges Geschoss aufgestockt, das die Turmuhr und den Glockenstuhl beherbergt, in dem fünf Kirchenglocken hängen, eine von 1404, die vier anderen von 1950. Seine Glockenhaube erhielt er erst 1752. 
Der Innenraum des Chors ist mit einem Netzrippengewölbe überspannt, der des Langhauses mit einer Flachdecke. Zur Kirchenausstattung gehören ein Altar und eine Kanzel aus der zweiten Hälfte des 18. Jahrhunderts. An der Ostwand des Chors befindet sich ein Relief vom heiligen Laurentius, wie er von Valerian hingerichtet wurde. Die Orgel mit 14 Registern, zwei Manualen und einem Pedal wurde 1893 von G. F. Steinmeyer & Co. gebaut.